# Плешковское сельское поселение
Плешковское се́льское поселе́ние — муниципальное образование в Ишимском районе Тюменской области Российской Федерации.
Административный центр — село Плешково.

## История
Статус и границы сельского поселения установлены Законом Тюменской области от 5 ноября 2004 года № 263 «Об установлении границ муниципальных образований Тюменской области и наделении их статусом муниципального района, городского округа и сельского поселения»

## Население
| 2010  | 2011  | 2012  | 2013  | 2014  | 2015  | 2016  |
| ----- | ----- | ----- | ----- | ----- | ----- | ----- |
| 1322  | →1322 | ↘1309 | ↘1297 | ↘1287 | ↘1285 | ↘1278 |
| 2017  | 2018  | 2019  | 2020  | 2021  |       |       |
| ↘1272 | ↗1287 | ↘1264 | ↘1246 | ↘987  |       |       |

## Состав сельского поселения
| № | Населённый пункт | Тип населённого пункта       | Население |
| - | ---------------- | ---------------------------- | --------- |
| 1 | Бутырки          | деревня                      | 44        |
| 2 | Лайкова          | деревня                      | 57        |
| 3 | Малиновка        | деревня                      | 22        |
| 4 | Плешково         | село, административный центр | 1199      |

На территории поселения располагается населённый пункт (бывшая деревня) Борки.